# Крупночешуйчатый круглопалый геккон
Крупночешуйчатый круглопалый геккон (лат. Sphaerodactylus macrolepis) — вид рода Sphaerodactylus семейства гекконы (Gekkonidae).
Обитает это животное преимущественно на Карибских островах — на Пуэрто-Рико, Виргинских островах — как британских, так и принадлежащих США. Изредка встречается также в Южной и Центральной Америке — в Коста-Рике, Панаме и Колумбии.
Рассматривавшийся ранее как подвид S. m. parvus, представители которого живут на Малых Антильских островах — Ангилье, Синт-Маартене и Синт-Бартелеми — в 2001 году был выделен в отдельный вид S. parvus. В целом же, в составе вида Sphaerodactylus macrolepis выделены следующие подвиды:
- S. m. macrolepis — Günther, 1859
- S. m. ateles — Thomas & Schwartz, 1966
- S. m. grandisquamis — Stejneger, 1904
- S. m. guarionex — Thomas & Schwartz, 1966
- S. m. inigoi — Thomas & Schwartz, 1966
- S. m. mimetes — Thomas & Schwartz, 1966
- S. m. parvus (см. выше) — King, 1962
- S. m. phoberus — Thomas & Schwartz, 1966
- S. m. spanius — Thomas & Schwartz, 1966
- S. m. stibarus — Thomas & Schwartz 1966

## Дополнения
- На Викискладе есть медиафайлы по теме Крупночешуйчатый круглопалый геккон
- Sphaerodactylus macrolepis в Encyclopedia of Life
- Sphaerodactylus macrolepis в Reptile Database